# Pocketful of Miracles
Pocketful of Miracles is een film uit 1961 onder regie van Frank Capra. Het is een nieuwe versie van zijn film Lady for a Day uit 1933. Peter Falk werd genomineerd voor een Academy Award voor deze film.

## Verhaal
Het zit allemaal tegen voor een eigenaar van een casino. Hij wil dit veranderen en hoopt op een bijgelovige manier geluk te krijgen van een appel die hij van een oude vrouw koopt. Zijn wens komt uit: Het begint hem allemaal weer een stuk meer mee te zitten. Helaas geldt dit niet voor het oude vrouwtje.

## Casting
Frank Capra wilde Dean Martin of Frank Sinatra voor Dave, en Shirley Jones voor Queenie. Toen uiteindelijk Glenn Ford werd geselecteerd als Dave, besloot hij zijn vriendin Hope Lange in te zetten als Queenie.

## Rolverdeling
| Acteur                | Personage                  |
| --------------------- | -------------------------- |
| Bette Davis           | Apple Annie                |
| Glenn Ford            | Dave 'the Dude' Conway     |
| Hope Lange            | Elizabeth "Queenie" Martin |
| Peter Falk            | Joy Boy                    |
| Arthur O'Connell      | Alfonso Romero             |
| Ann-Margret           | Louise                     |
| Thomas Mitchell       | Henry G. Blake             |
| Edward Everett Horton | Hutchins                   |
| Sheldon Leonard       | Steve Darcey               |